# حصين (قرية)
قرية حصين هي قرية لبنانية من قرى قضاء كسروان في محافظة جبل لبنان.